# Auronzohütte
Chata Auronzohütte (italský název: Rifugio Auronzo, vlastně Rifugio Auronzo alle Tre Cime di Lavaredo, dřívější názvy: Rifugio Caldart, Rifugio Principe Umberto, Rifugio Longéres) je horské útočiště Italského alpského klubu (CAI) v Sextenských Dolomitech (provincie Belluno, Itálie) nalézající se v nadmořské výšce 2320 m n. m.. Nachází se na jižním úpatí Drei Zinnen a leží v oblasti války o Dolomity (1915-1918). Chata Auronzohütte je snadno dostupná autem z Misuriny, a proto je oblíbeným výchozím bodem pro četné pěší túry, turistiku, via ferraty a horolezectví v oblasti Drei Zinnen.

## Dostupnost
- Autem nebo na kole z Misuriny (placená silnice) na velké parkoviště u chaty Auronzohütte.
- Autobus (linka 445, SAD Nahverkehr AG) ze San Candido/Toblach (spojení Pustertalbahn) a Cortiny d'Ampezzo
- Pravidelná autobusová doprava (linka 31, Dolomiti Bus Spa) z Calalzo di Cadore (železniční spojení) a Auronzo di Cadore.

## Pěší přístup
- Výstup údolím Lavaredo po horském chodníku 1104

### Přechody
- k chatě Dreizinnenhütte přes chatu Lavaredohütte a Paternsattel, (cesta 101, doba chůze 1,5 hodiny, trasa pro horská kola)
- k chatě Dreizinnenhütte přes Forcella Col de Mezzo (stezka 105 nebo Dolomitenhöhenweg 4, doba chůze 2 hodiny)
- po chodníku Sentiero Bonacossa k horské chatě rifugio Fonda Savio v horské skupině Cadini (válečná cesta s několika zajištěnými cestami)

### Výstupy na okolní vrcholy
- Paternkofel (2744 m, via ferrata)
- Toblinger Knoten (2617 m, via ferrata)
- Různé horolezecké výstupy na Drei Zinnen

## Galerie

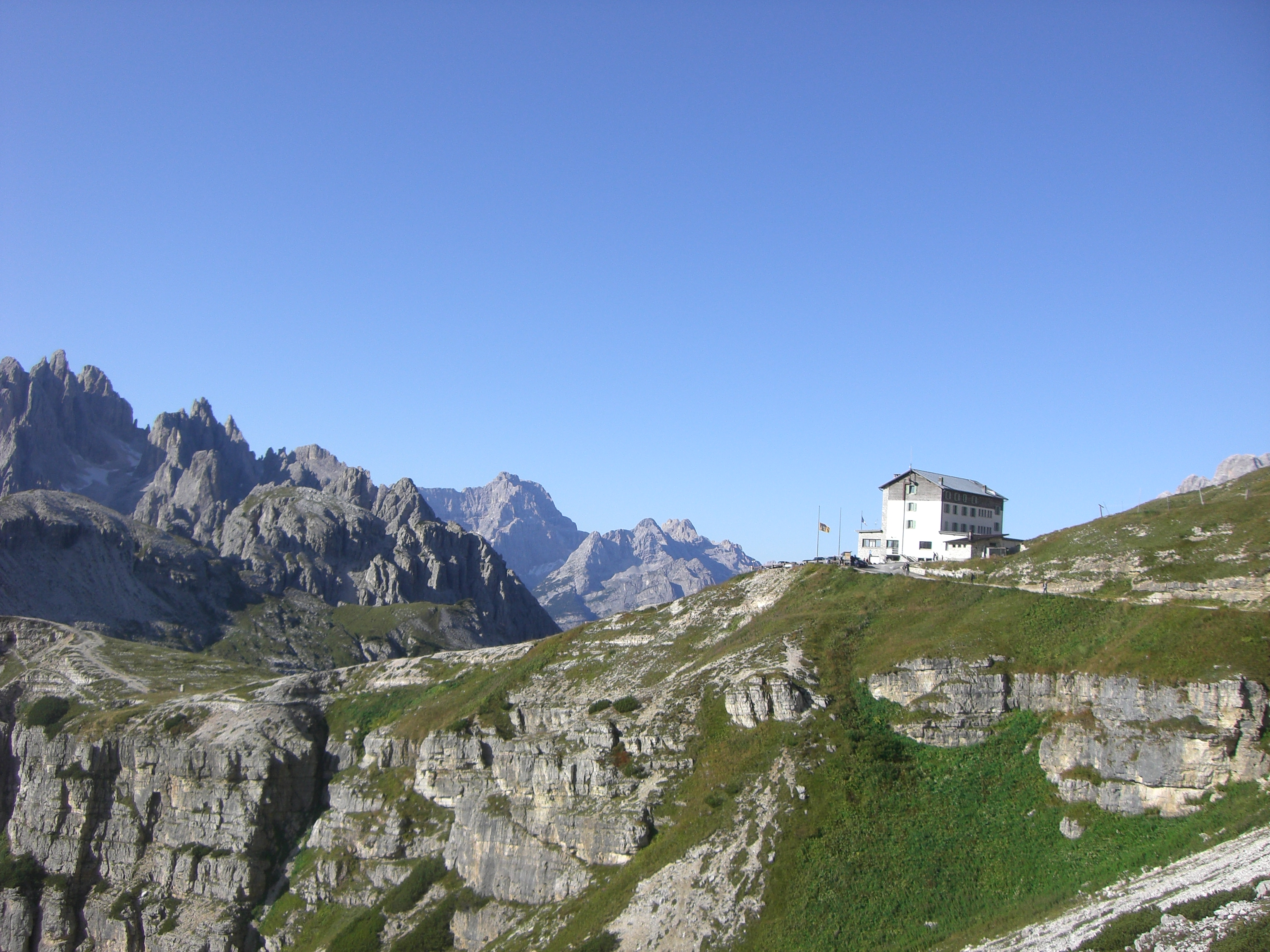
Auronzohütte a její jihozápadní okolí
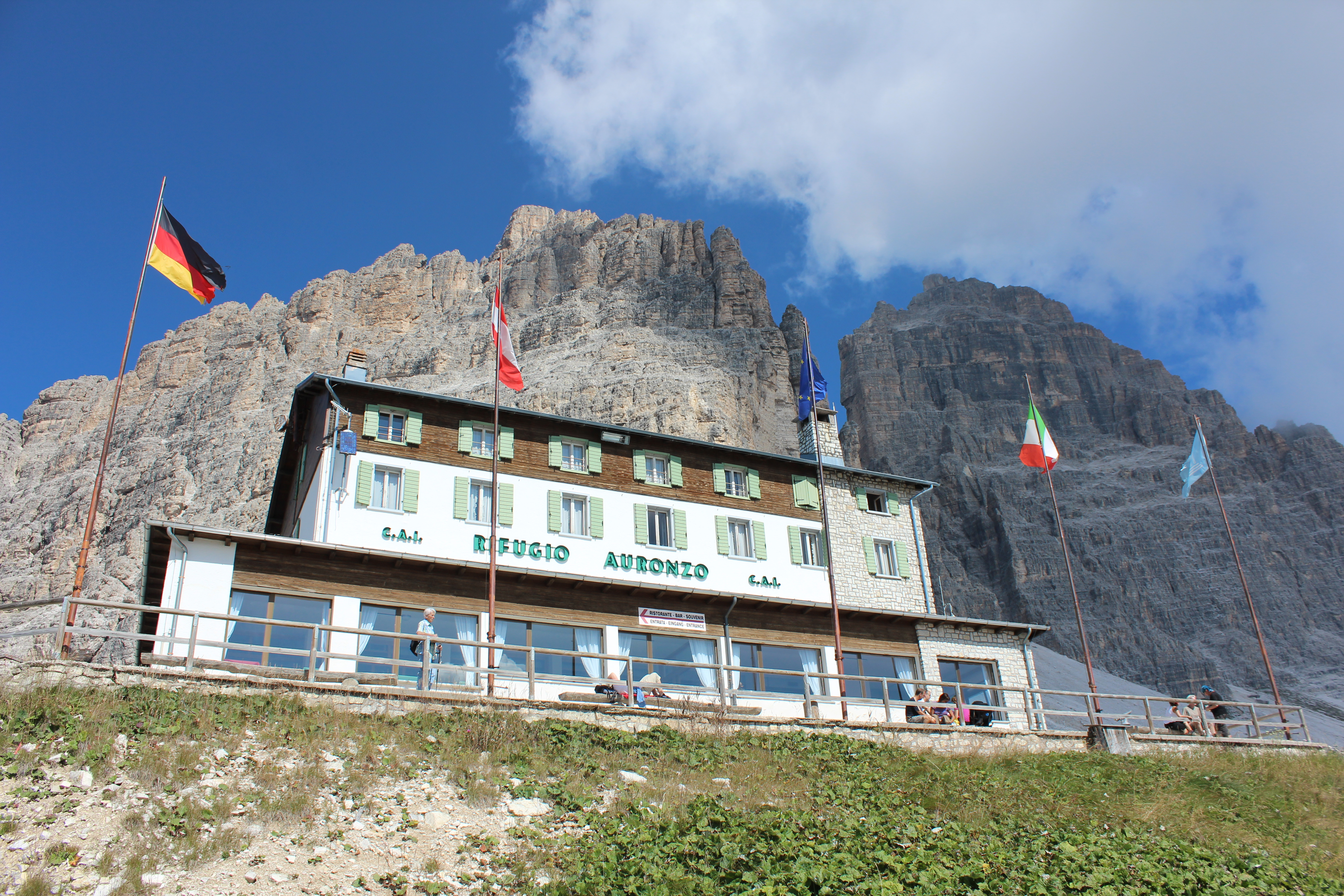
Auronzohütte při pohledu z parkoviště
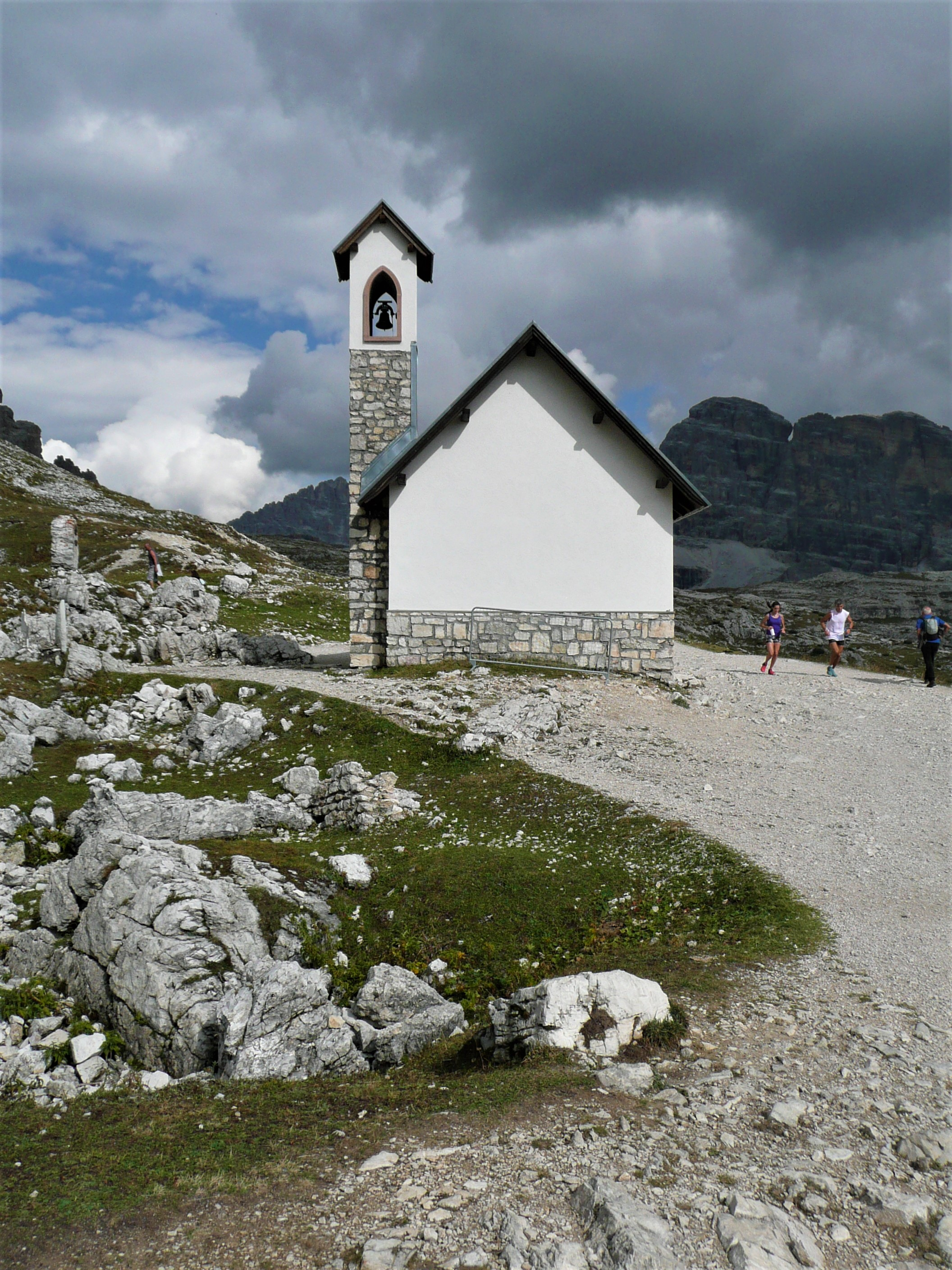
Kaple vedle chaty Auronzo s pomníkem Paula Grohmanna
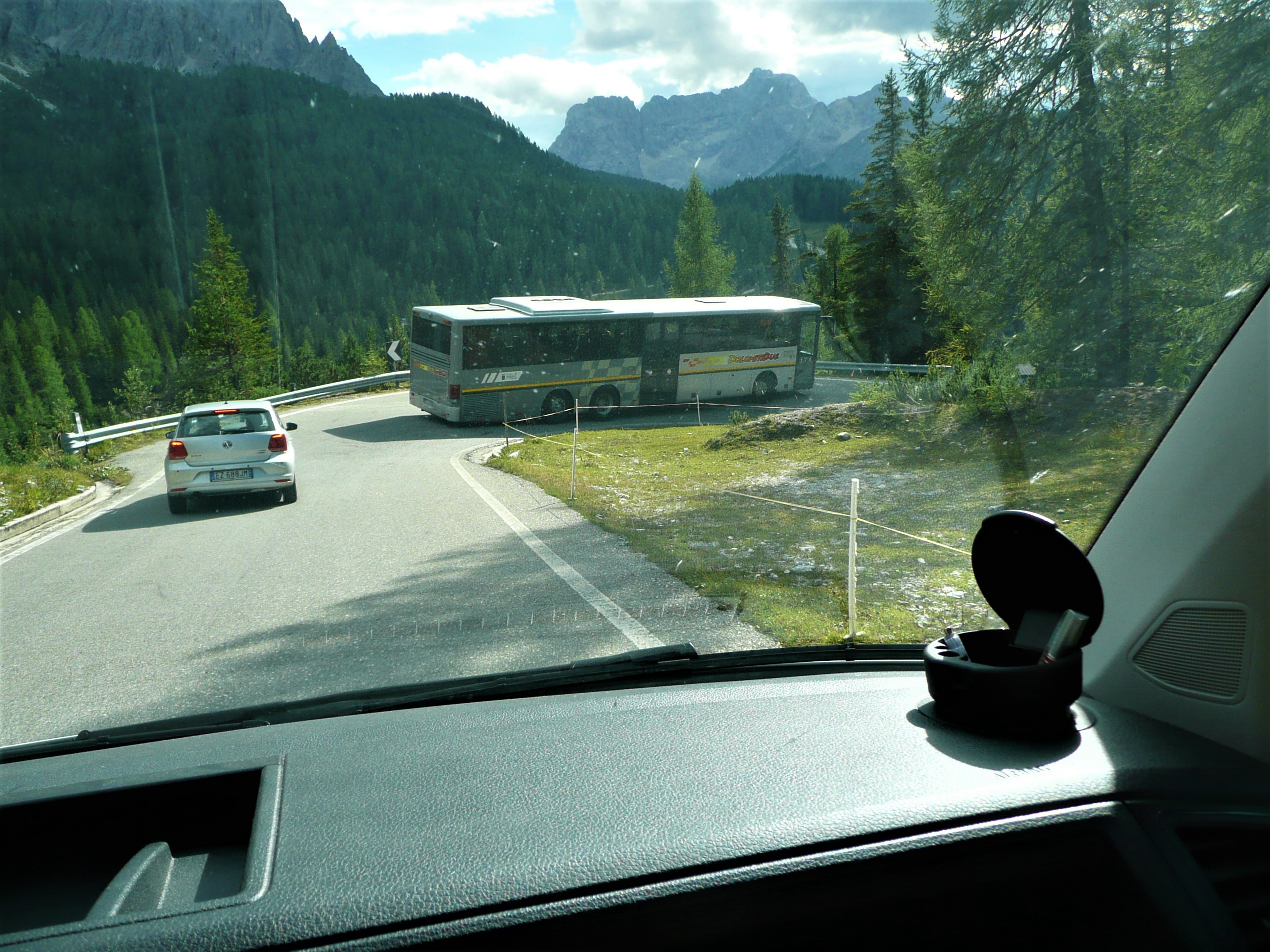
Serpentiny z chaty Auronzohütte do Misuriny